# 제럴딘 피츠제럴드
제럴딘 피츠제럴드(Geraldine Fitzgerald, 1913년 11월 24일 ~ 2005년 7월 17일)는 아일랜드의 배우이다.

## 출연 작품
- 닥터스 (2000)
- 미스터 아더 2 (1988)
- 폴터가이스트 2 (1986)
- 더 빌 (1984)
- 크레아 머니 (1983)
- 미스터 아더 (1981)
- 바이 바이 몽키 (1978)
- 여름의 메아리 (1976)
- 해리와 톤토 (1974)
- 라스트 아메리칸 히어로 (1973)
- 레이첼 레이첼 (1968)
- 전당포 (1964)
- 윌슨 (1944)
- 라인의 감시 (1943)
- 다크 빅토리 (1939)
- 폭풍의 언덕 (1939)